# Tony Jazzu
Tony Jazzu, właśc. Sebastian "Seba" Kuchciński (ur. 19 listopada 1974 w Szczecinie), znany również jako MaStoKilo – polski raper, wokalista, autor tekstów i producent muzyczny. Sebastian Kuchciński znany jest przede wszystkim z występów w grupie hip-hopowej Snuz. Wraz z zespołem uzyskał nominację do nagrody polskiego przemysłu fonograficznego Fryderyka. Następnie współtworzył formacje Mores RSH i Spółdzielnia (Ogarnij Się!).
Poza działalnością artystyczną prowadzi wytwórnię muzyczną Tony Jazzu Produkcja.

## Dyskografia
Albumy solowe
| Tytuł                                   | Dane dot. albumu                                                                |
| --------------------------------------- | ------------------------------------------------------------------------------- |
| Tony Jazzu                              | - Data: 2003 - Wydawca: Tony Jazzu Produkcja                                    |
| Dla każdego                             | - Data: 11 października 2010 - Wydawca: Tony Jazzu Produkcja                    |
| Świat już nie będzie taki sam (mixtape) | - Data: 24 stycznia 2011 - Wydawca: Tony Jazzu Produkcja                        |
| W cenie sztuki                          | - Data: 29 listopada 2014 - Wydawca: Tony Jazzu Produkcja / The Truekings Label |

Inne
| Album                                                | Rok  | Uwagi                                               | Źródło |
| ---------------------------------------------------- | ---- | --------------------------------------------------- | ------ |
| Robię swoje 2 (kompilacja)                           | 2001 | rap w utworach "Bo hip hop" i "Mp3 Vs Vinyl (Rmx)"  | [ 8 ]  |
| Mores RSH - Słowo droższe od złota                   | 2006 | członek zespołu                                     | [ 9 ]  |
| Spółdzielnia (Ogarnij Się!) – Mixtape 1 – Tony Jazzu | 2007 | członek zespołu                                     | [ 10 ] |
| 4P/Onil – Zorganizowana grupa rapowa                 | 2007 | gościnnie rap w utworze "Sztorm"                    | [ 11 ] |
| 4P - Zły / Dobry chłopak                             | 2010 | gościnnie rap w utworze "Trzymaj dystans"           | [ 12 ] |
| Sage - Hardcore Dealin' Department 2010              | 2010 | gościnnie rap w utworach "Teraz Polska" i "Problem" | [ 13 ] |
| Macca Squad – Maccaradża mówi dość                   | 2011 | gościnnie rap w utworze "Tym kim są"                | [ 14 ] |
| Planet ANM – Sygnał                                  | 2011 | gościnnie rap w utworze "Patrz jak gasną"           | [ 15 ] |
| Rena – Mój monopol                                   | 2011 | gościnnie rap w utworze "To pierdolone życie"       | [ 16 ] |
| Bogu Bogdan - Wdech i wydech                         | 2011 | gościnnie rap w utworze "Cały czas prawdziwi"       | [ 17 ] |
| Grube jointy 2: karani za nic (kompilacja)           | 2011 | produkcja oraz rap w utworze "O nie"                | [ 18 ] |
| The Analogs – Ballady czasu upadku                   | 2012 | gościnnie rap w utworze "Wandale (Tony Jazzu)")     | [ 19 ] |

## Teledyski
| Tytuł | Rok  | Reżyseria/Realizacja                     | Album                | Źródło |
| --- | ---- | ---------------------------------------- | -------------------- | ------ |
| "Robimy dym" | 2009 | Filip Tymczyszyn, Tony Jazzu             | Dla każdego          | [ 20 ] |
| "Jeszcze nie" (gościnnie: Grzegorz Jankowski)                                                                     | 2010 | GCM, Filip Tymczyszyn, Entah Productions | Dla każdego          | [ 21 ] |
| "Wiem co mam mówić" (gościnnie: Rena)                                                                             | 2010 | Filip Tymczyszyn                         | Dla każdego          | [ 22 ] |
| "Robimy dym: 200 w mieście"                                                                                       | 2013 | —                                        | W cenie sztuki       | [ 23 ] |
| "Skacz" (gościnnie: Abel, WuTeHa, Zaafir)                                                                         | 2014 | Michał Jagiełło                          | W cenie sztuki       | [ 24 ] |
| "Styl nad style 3" (gościnnie: Sobota)                                                                            | 2014 | Rafał Latarnik                           | W cenie sztuki       | [ 25 ] |
| Gościnnie |      |                                          |                      |        |
| The Analogs - "Wandale" (gościnnie: Tony Jazzu)                                                                   | 2012 | —                                        | Ballady czasu upadku | [ 26 ] |
| Inne |      |                                          |                      |        |
| Vienio, Tony Jazzu, donGURALesko - "Na zajawie"                                                                   | 2011 | —                                        | —                    | [ 27 ] |
| Z.B.U.K.U, Vixen, Metrowy, Te-Tris, Poszwix, Bezczel, VNM, Białas, Solar, Tony Jazzu, Projekt Wan, RWS - "HHRPE1" | 2014 | —                                        | —                    | [ 28 ] |

## Filmografia
| Tytuł              | Rok  | Uwagi                                      | Źródło               |
| ------------------ | ---- | ------------------------------------------ | -------------------- |
| "Kozackie klimaty" | 2005 | film dokumentalny, realizacja: ZKF Skandal | [ 29 ] [ 30 ] [ 31 ] |